# Screen Actors Guild Awards 2014
La ventesima cerimonia dei Screen Actors Guild Awards ha avuto luogo il 18 gennaio 2014 allo Shrine Exposition Center di Los Angeles.

## Cinema

### Migliore attore protagonista
- Matthew McConaughey – Dallas Buyers Club
- Bruce Dern – Nebraska
- Chiwetel Ejiofor – 12 anni schiavo (12 Years a Slave)
- Tom Hanks – Captain Phillips - Attacco in mare aperto (Captain Phillips)
- Forest Whitaker – The Butler - Un maggiordomo alla Casa Bianca (The Butler)

### Migliore attrice protagonista
- Cate Blanchett – Blue Jasmine
- Sandra Bullock – Gravity
- Judi Dench – Philomena
- Meryl Streep – I segreti di Osage County (August: Osage County
- Emma Thompson – Saving Mr. Banks

### Migliore attore non protagonista
- Jared Leto – Dallas Buyers Club
- Barkhad Abdi – Captain Phillips - Attacco in mare aperto (Captain Phillips)
- Daniel Brühl – Rush
- Michael Fassbender – 12 anni schiavo (12 Years a Slave)
- James Gandolfini – Non dico altro (Enough Said)

### Migliore attrice non protagonista
- Lupita Nyong'o – 12 anni schiavo (12 Years a Slave)
- Jennifer Lawrence – American Hustle - L'apparenza inganna (American Hustle)
- Julia Roberts – I segreti di Osage County (August: Osage County)
- June Squibb – Nebraska
- Oprah Winfrey – The Butler - Un maggiordomo alla Casa Bianca (The Butler)

### Miglior cast
- American Hustle - L'apparenza inganna (American Hustle)
Amy Adams, Christian Bale, Louis C.K., Bradley Cooper, Jack Huston, Jennifer Lawrence, Alessandro Nivola, Michael Peña, Jeremy Renner, Elisabeth Röhm e Shea Whigham
- 12 anni schiavo (12 Years a Slave)
Benedict Cumberbatch, Paul Dano, Garret Dillahunt, Chiwetel Ejiofor, Michael Fassbender, Paul Giamatti, Scoot McNairy, Lupita Nyong'o, Adepero Oduye, Sarah Paulson, Brad Pitt, Michael Kenneth Williams e Alfre Woodard
- I segreti di Osage County (August: Osage County)
Abigail Breslin, Chris Cooper, Benedict Cumberbatch, Juliette Lewis, Margo Martindale, Ewan McGregor, Dermot Mulroney, Julianne Nicholson, Julia Roberts, Sam Shepard, Meryl Streep e Misty Upham
- Dallas Buyers Club
Jennifer Garner, Jared Leto, Matthew McConaughey, Denis O'Hare, Dallas Roberts e Steve Zahn
- The Butler - Un maggiordomo alla Casa Bianca (The Butler)
Mariah Carey, John Cusack, Jane Fonda, Cuba Gooding, Jr., Terrence Howard, Lenny Kravitz, James Marsden, David Oyelowo, Alex Pettyfer, Vanessa Redgrave, Alan Rickman, Liev Schreiber, Forest Whitaker, Robin Williams e Oprah Winfrey

### Migliori controfigure
- Lone Survivor
- All Is Lost - Tutto è perduto (All Is Lost)
- Fast & Furious 6
- Rush
- Wolverine - L'immortale (The Wolverine)

## Televisione

### Miglior attore in un film televisivo o mini-serie
- Michael Douglas – Dietro i candelabri (Behind the Candelabra)
- Matt Damon – Dietro i candelabri (Behind the Candelabra)
- Jeremy Irons – The Hollow Crown
- Rob Lowe – Killing Kennedy
- Al Pacino – Phil Spector

### Miglior attrice in un film televisivo o mini-serie
- Helen Mirren – Phil Spector
- Angela Bassett – Betty and Coretta
- Helena Bonham Carter – Burton & Taylor
- Holly Hunter – Top of the Lake
- Elisabeth Moss – Top of the Lake

### Miglior attore in una serie drammatica
- Bryan Cranston – Breaking Bad
- Steve Buscemi – Boardwalk Empire - L'impero del crimine (Boardwalk Empire)
- Jeff Daniels – The Newsroom
- Peter Dinklage – Il Trono di Spade (Game of Thrones)
- Kevin Spacey – House of Cards

### Miglior attrice in una serie drammatica
- Maggie Smith – Downton Abbey
- Claire Danes – Homeland - Caccia alla spia
- Anna Gunn – Breaking Bad
- Jessica Lange – American Horror Story: Coven
- Kerry Washington – Scandal

### Miglior attore in una serie commedia
- Ty Burrell – Modern Family
- Alec Baldwin – 30 Rock
- Jason Bateman – Arrested Development - Ti presento i miei (Arrested Development)
- Don Cheadle – House of Lies
- Jim Parsons – The Big Bang Theory

### Miglior attrice in una serie commedia
- Julia Louis-Dreyfus – Veep
- Mayim Bialik – The Big Bang Theory
- Julie Bowen – Modern Family
- Edie Falco – Nurse Jackie - Terapia d'urto
- Tina Fey – 30 Rock

### Miglior cast in una serie drammatica
- Breaking Bad 
Michael Bowen, Betsy Brandt, Bryan Cranston, Lavell Crawford, Tait Fletcher, Laura Fraser, Anna Gunn, Matthew T. Metzler, RJ Mitte, Dean Norris, Bob Odenkirk, Aaron Paul, Jesse Plemons, Steven Michael Quezada, Kevin Rankin e Patrick Sane
- Boardwalk Empire - L'impero del crimine (Boardwalk Empire)
Patricia Arquette, Margot Bingham, Steve Buscemi, Brian Geraghty, Stephen Graham, Erik LaRay Harvey, Jack Huston, Ron Livingston, Domenick Lombardozzi, Gretchen Mol, Ben Rosenfield, Michael Stuhlbarg, Jacob Ware, Shea Whigham e Jeffrey Wright
- Downton Abbey
Hugh Bonneville, Laura Carmichael, Jim Carter, Brendan Coyle, Michelle Dockery, Jessica Brown Findlay, Siobhan Finneran, Joanne Froggatt, Rob James-Collier, Allen Leech, Phyllis Logan, Elizabeth McGovern, Sophie McShera, Matt Milne, Lesley Nicol, Amy Nuttall, David Robb, Maggie Smith, Ed Speleers, Dan Stevens, Cara Theobold e Penelope Wilton
- Homeland - Caccia alla spia (Homeland)
F. Murray Abraham, Sarita Choudhury, Claire Danes, Rupert Friend, Tracy Letts, Damian Lewis, Mandy Patinkin e Morgan Saylor
- Il Trono di Spade (Game of Thrones)
Alfie Allen, John Bradley, Oona Chaplin, Gwendoline Christie, Emilia Clarke, Nikolaj Coster-Waldau, Mackenzie Crook, Charles Dance, Joe Dempsie, Peter Dinklage, Natalie Dormer, Nathalie Emmanuel, Michelle Fairley, Jack Gleeson, Iain Glen, Kit Harington, Lena Headey, Isaac Hempstead-Wright, Kristofer Hivju, Paul Kaye, Sibel Kekilli, Rose Leslie, Richard Madden, Rory McCann, Michael McElhatton, Ian McElhinney, Philip McGinley, Hannah Murray, Iwan Rheon, Sophie Turner, Carice Van Houten e Maisie Williams

### Miglior cast in una serie commedia
- Modern Family
Aubrey Anderson-Emmons, Julie Bowen, Ty Burrell, Jesse Tyler Ferguson, Nolan Gould, Sarah Hyland, Ed O'Neill, Rico Rodriguez, Eric Stonestreet, Sofía Vergara e Ariel Winter
- 30 Rock
Scott Adsit, Alec Baldwin, Katrina Bowden, Kevin Brown, Grizz Chapman, Tina Fey, Judah Friedlander, Jane Krakowski, John Lutz, James Marsden, Jack McBrayer, Tracy Morgan e Keith Powell
- Arrested Development - Ti presento i miei (Arrested Development)
Will Arnett, Jason Bateman, John Beard, Michael Cera, David Cross, Portia de Rossi, Isla Fisher, Tony Hale, Ron Howard, Liza Minnelli, Alia Shawkat, Jeffrey Tambor, Jessica Walter e Henry Winkler
- The Big Bang Theory
Mayim Bialik, Kaley Cuoco, Johnny Galecki, Simon Helberg, Kunal Nayyar, Jim Parsons e Melissa Rauch
- Veep
Sufe Bradshaw, Anna Chlumsky, Gary Cole, Kevin Dunn, Tony Hale, Julia Louis-Dreyfus, Reid Scott, Timothy Simons e Matt Walsh

### Migliori controfigure
- Il Trono di Spade (Game of Thrones)
- Boardwalk Empire - L'impero del crimine (Boardwalk Empire)
- Breaking Bad
- Homeland - Caccia alla spia (Homeland)
- The Walking Dead

## Premi speciali

### Screen Actors Guild alla carriera
- Rita Moreno